# St. Margrethen
St. Margrethen település Svájcban a Sankt Gallen kantonban. St. Margrethen Au, Rheineck, Walzenhausen és Lutzenberg községekkel határos. Lakosainak száma 5886 fő (2018. december 31.).

## Népesség
| 2017 | 5 889 |
| 2018 | 5 886 |

## Közlekedés
A településen halad keresztül a Chur–Rorschach-vasútvonal.